# Cratere Gulchatay
Gulchatay  è un cratere sulla superficie di Venere.